# Aspidistra fenghuangensis
Aspidistra fenghuangensis är en sparrisväxtart som beskrevs av Kai Yung Lang. Aspidistra fenghuangensis ingår i släktet Aspidistra och familjen sparrisväxter. Inga underarter finns listade i Catalogue of Life.